# Kandi Burruss
Kandi Leniece Burruss (College Park, 17 maggio 1976) è una cantautrice statunitense.

## Biografia
Nata e cresciuta in Georgia, ha fatto parte del quartetto R&B femminile Xscape dal 1991 al 2001. Con il gruppo ha pubblicato tre album in studio tra il 1993 ed il 1998: Hummin' Comin' at 'Cha, Off the Hook e Traces of My Lipstick.
È coautrice del brano There You Go, singolo d'esordio di Pink del 1999. Inoltre ha anche coscritto Bills, Bills, Bills delle Destiny's Child e No Scrubs delle TLC. Nel settembre 2000 è uscito il suo primo album in studio da solista, intitolato Hey Kandi....
Ha fatto parte del cast di The Real Housewives of Atlanta.
Il suo secondo disco è uscito nel 2010.

## Discografia

### Album in studio
- 2000 - Hey Kandi...
- 2010 - Kandi Koated

### EP
- 2009 - Fly Above